# 影子背後
《影子背後》（英語：In the Shadow），是2021年9月17日起在台灣上映的驚悚懸疑電影，由蔡坤庭、李世偉執導，王鈞浩、白家綺、謝承均、吳東諺、梁煒鈿、喬思語主演。該片於2022年入圍「紐約國際電影節」、「羅馬稜鏡獨立電影獎」及「聖地亞哥電影節」等影展的最佳劇情長片、最佳外語長片獎項。

## 故事大綱
故事內容為失去記憶的阿草（王鈞浩飾），在意外醒來後找尋女友真真（喬思語飾）的過程中，發現事情並不單純，並和記者尼克（吳東諺飾）一起調查，同時還要面對檢查官（謝承均飾）和精神鑑定琴醫師（白家綺）盤問，和律師馬天弓（梁煒鈿飾）指責。這團謎雲的真相，一切就只能等待阿草的解答了。

## 獲得獎項
- 2022 西班牙「馬德里獨立電影節」最佳劇情片[3]

- 2022 聖地亞哥電影展「最佳電影原創配樂」聲望獎[4]

- 2022 巴黎電影獎「最佳劇情片」獎[5]

- 2022 東京映畫賞「最佳劇情片」金獎[6]

- 2022 多倫多電影與劇本獎「最佳電影劇本」[7]

## 外部連結
- 影子背後官方網站 （页面存档备份，存于）